# Zjenitba
Zjenitba (Frieriet, ryska: Женитьба) är en ofullbordad rysk opera med musik och libretto av Modest Musorgskij. Texten bygger på Nikolaj Gogols pjäs Frieriet (1832).
Tonsättaren Aleksandr Dargomyzjskij hade komponeratn opera Stengästen nästan ordagrant efter Aleksandr Pusjkins pjäs. Musorgskij ville göra likadant med Gogols pjäs och på så sätt porträttera det ryska språkets exakta tonfall. Endast den första akten blev orkestrerad medan de tre återstående tonsattes av Michail Ippolitov-Ivanov 1931.
Musorgskij medverkade vid en privat tillställning 1868 då verket framfördes med pianoackompanjemang. Först 1908 framfördes operan i en reviderad version av Nikolaj Rimskij-Korsakov.